# Арріан
Лу́цій Фла́вій Арріа́н (близько 89 — близько 175) — грецький письменник, історик та географ римської епохи.

## Біографічні відомості
Походив з Малої Азії, жив в Афінах. 131—137 був консулом і намісником Каппадокії.
Склав історію походу Александра Македонського, «Анабасис Александра», історію діадохів (дійшли уривки), опис Індії та Чорного моря, історію аланів (не дійшла до нас).
Твір «Перипл Понта Евксинського» є звітом римському імператорові Адріану про плавання по Чорному морю. На відміну від південного узбережжя, схарактеризованого Арріаном на підставі власних вражень, північне — описане за невідомим географічним твором, близьким за часом до ІІ століття н. е. На узбережжі Таврики і поміж гирлами Гіпаніса й Істра Арріан називає кілька поселень і гаваней, відомих лише за його працею, а також вказує відстань між перелічуваними ним географічними пунктами, що є важливим для їхньої локалізації. Особливо докладно описаний острів Левка, святилище Ахілла на ньому й місця легенди про цього героя.